# Кармен Бланко
Кармен Бланко (шп. Carmen Blanco; Луго, 12. мај 1954) шпанска је списатељица и друштвено културна-активискиња галицијског етничког порекла. Тренутно предаје галицијску књижевност на Универзитету у Сантијаго де Компостела, у Шпанији.

## Објављени радови
- Conversas con Carballo Calero (Виго, Galaxia, 1989)[3]
- Literatura galega da muller (Виго, Xerais, 1991)
- Carballo Calero: política e cultura (Sada, Do Castro, 1991)
- Escritoras galegas (Сантијаго де Компостела, Compostela, 1992)
- Libros de mulleres (Виго, Do Cumio, 1994)
- O contradiscurso das mulleres (Виго, Nigra, 1995, El contradiscurso de las mujeres, Виго, Nigra, 1997)
- Nais, damas, prostitutas e feirantas (Vigo, Xerais, 1995)
- Mulleres e independencia (Sada, Do Castro, 1995)
- Luz Pozo Garza: a ave do norte (Ourense, Linteo, 2002)
- Alba de mulleres (Vigo, Xerais, 2003)
- Sexo e lugar (Виго, Xerais, 2006)
- María Mariño. Vida e obra (Виго, Xerais, 2007)
- Casas anarquistas de mulleres libertarias (La Corogne-Сантијаго де Компостела, CNT, 2007)
- Uxío Novoneyra (Виго, A Nosa Terra, 2009)
- Novoneyra: un cantor do Courel a Compostela. O poeta nos lugares dos seus libros (Noia, Toxosoutos, 2010)
- Feministas e libertarias (Сантијаго де Компостела, Meubook, 2010)
- Letras lilas (Lugo, Unión Libre, 2019)